# Syndiamesa nigra
Syndiamesa nigra är en tvåvingeart som beskrevs av Rossaro 1980. Syndiamesa nigra ingår i släktet Syndiamesa och familjen fjädermyggor. Inga underarter finns listade i Catalogue of Life.